# Heteronychus simulans
Heteronychus simulans är en skalbaggsart som beskrevs av William Jack 1923. Heteronychus simulans ingår i släktet Heteronychus och familjen Dynastidae. Inga underarter finns listade i Catalogue of Life.